# Prospect Group
The Prospect Group Inc. war ein amerikanisches Investment- und Risikokapitalunternehmen mit Sitz in New York City. Das 1983 gegründete Unternehmen war zeitweise Eigentümer der Bahngesellschaften MidSouth Rail Corporation und Illinois Central Railroad.

## Geschichte
The Prospect Group Inc. wurde 1980 vom Investmentbanker und Risikokapitalgeber Louis Marx Jr. als Danville Resources gegründet, im November 1983 umbenannt und als Investmentunternehmen neu aufgestellt.
Im gleichen Jahr erfolgte die Finanzierung und die Beteiligung an Children’s Discovery Centers of America, einer Kette von Kinderbetreuungseinrichtungen. Anfang 1985 wurde der Keks-Hersteller Murray Bakery Products erworben, dieser wurde Anfang 1989 wieder verkauft. Außerdem beteiligte sich das Unternehmen an der Forschner Group, dem US-Importeur für Victorinox-Produkte. 1988 betrug der Anteil daran 55 %. Daraus entstand später das Unternehmen Swiss Army Brands Inc.
Weitere Beteiligungen erfolgten an den Versicherern Ivy Insurance Group Inc. und National Automobile and Casualty Insurance Co., am Cheerleading-Ausrüster National Spirit Group, am Ausrüster Recognition Equipment Inc. sowie am Speisepilzproduzenten Sylvan Foods (1989–1990).
1985/1986 wurde die Gründung der MidSouth Rail Corporation von Edward L. Moyers und Mark Levin mitfinanziert, die von der Illinois Central Gulf Railroad ein Streckennetz von rund 600 Kilometer Länge rund um die Verbindung Meridian (Mississippi) nach Shreveport (Louisiana) für 123,5 Millionen Dollar erwarb.
Nachdem im Januar 1989 die Illinois Central Railroad aus dem Konzern der früheren Muttergesellschaft Whitman Corporation (früher IC Industries) gelöst worden war, überzeugte Edward L. Moyers Prospect von der Übernahme der Bahngesellschaft und seinen Plänen zur Verbesserung der Wirtschaftlichkeit des Unternehmens. Im März 1989 einigte sich die Prospect Group und die Illinois Central Transportation Company, Muttergesellschaft der Illinois Central Railroad, auf einer Übernahme zum Preis von 435 Millionen Dollar. Gleichzeitig musste die Prospect Group aus kartellrechtlichen Gründen ihre Kontrolle der Mid South Rail aufgeben.
Im Januar 1990 beschloss das Unternehmen, sich von allen Beteiligungen zu trennen. Diese wurden an die Börse gebracht oder an die Aktionäre der Prospect Group übereignet. Begonnen wurde mit der Beteiligung an der Illinois Central Railroad. Am 8. Februar 1990 wurde dann die Liquidation und die Übereignung des noch vorhandenen Vermögens in eine entsprechende Treuhänderschaft beschlossen. 1993 wurde dieser Übereignungsbeschluss abgeändert.
1997 stellte das Unternehmen den Geschäftsbetrieb endgültig ein.

## Unternehmensleitung
Präsident
- 1983–9. November 1989: Thomas A. Barron
- 9. November 1989–Oktober 1991: Gilbert H. Lamphere
- Oktober 1991–1997: Samuel F. Pryor IV (Mai 1994–1997: CEO)

Chairman of the board
- 1983–Januar 1990: W. Wallace McDowell, Jr.(sowie CEO)
- Januar 1990–1997: Gilbert H. Lamphere (Januar 1990–Mai 1994: CEO)